# Misgund
Misgund è un centro abitato sudafricano situato nella municipalità distrettuale di Sarah Baartman nella provincia del Capo Orientale.
Il nome significa "invidiato" in lingua afrikaans.

## Geografia fisica
Il piccolo centro abitato sorge a circa 213 chilometri a ovest della città di Port Elizabeth. 